# Istituto Lombardo di Storia Contemporanea
L'Istituto Lombardo di Storia Contemporanea (ILSC) è un istituto storico che si occupa di promuovere studi e ricerche sulla Lombardia contemporanea, pubblicando monografie e riviste ed organizzando convegni e seminari.

## Storia
L'Istituto Lombardo di Storia Contemporanea è stato fondato nel 1974 con il nome di "Istituto Lombardo per la Storia del Movimento di Liberazione in Italia”, in quanto lo scopo iniziale era quello di documentare e studiare la storia del movimento di liberazione in Italia, dalle sue origini antifasciste fino alla Liberazione. Fin da subito l'Istituto è entrato a far parte della rete INSMLI.
Nel 1993 l'Istituto cambia denominazione, diventando "Istituto lombardo per la storia della Resistenza e dell’età contemporanea, in quanto si voleva allargare l'ambito di studi all'intera contemporaneità, oltre che alla Resistenza. Nel 2003 l’Istituto adotta la denominazione attuale che comprende in maniera ampia tutti gli ambiti di interesse dell’Istituto, compreso quello dell’editoria, il quale ha trovato un canale di ricerca nel "Centro di studi per la storia dell’editoria e del giornalismo", fondato appositamente nel 2001 da Ada Gigli Marchetti e Franco Della Peruta.